# Starszy brygadier

Naramiennik starszego brygadiera

Starszy brygadier (st. bryg.) – stopień oficerski w Państwowej Straży Pożarnej. Niższym stopniem jest brygadier, a wyższym nadbrygadier. Odpowiednik stopnia pułkownika w SZ RP, Straży Granicznej, Służbie Więziennej, Służbie Ochrony Państwa, Agencji Bezpieczeństwa Wewnętrznego, Agencji Wywiadu, Służbie Wywiadu Wojskowego i Służbie Kontrwywiadu Wojskowego. Odpowiednikiem tego stopnia w Policji jest inspektor Policji.